# Cassidula rugata
Cassidula rugata är en snäckart som först beskrevs av Menke 1843.  Cassidula rugata ingår i släktet Cassidula och familjen dvärgsnäckor. Inga underarter finns listade i Catalogue of Life.